# Mnemosyne
Mnemosyne（ムネモシュネ、ニーモシネ）は、暗記のための自由ソフトウェアである。

## 特徴
エビングハウスの忘却曲線に基づいて出題頻度を管理することができる。さまざまな問題集、プラグインを無償でダウンロードすることができる。ソフトをインストールしていけば表示にLaTeXファイルを用いることもでき、数学や物理などの数式を覚えるために用いることもできる。SuperMemoに類似したシステムである。Ankiとよく似たソフトであるが、Mnemosyneのほうが先発である。
2009年までは、日本語名は覚エテチョウ（おぼえてちょう）という名称でリリースされていた。「覚え手帳」や「覚えて蝶」と掛けている。

## 参照
1. ↑  What's new | The Mnemosyne Project
2. ↑  Releases · mnemosyne-proj/mnemosyne
3. ↑  Card Sets | The Mnemosyne Project
4. ↑  覚エテチョウをダウンロードする | 牛蛙